# Ministerstwo Ochrony Środowiska i Zasobów Naturalnych
Ministerstwo Ochrony Środowiska i Zasobów Naturalnych – polskie ministerstwo istniejące w latach 1985–1989, powołane z zadaniem kierowania i organizowania   całokształtu spraw związanych z funkcjonowaniem i zarządzaniem środowiskiem i zasobami naturalnymi. Minister był członkiem Rady Ministrów.

## Ustanowienie urzędu
Na podstawie ustawy z 1985 r. o zmianach w organizacji oraz zakresie działania niektórych naczelnych i centralnych organów administracji państwowej ustanowiono Ministerstwo Ochrony Środowiska i Zasobów Naturalnych.

## Ministrowie
- Stefan Jastrzębski (1985–1987)
- Waldemar Michna (1987–1988)
- Józef Kozioł (1988–1989)
- Bronisław Kamiński (1989)

## Zakres działania
Do zakresu działania Ministra należały sprawy objęte dotychczas zakresem działania Urzędu Ochrony Środowiska i Gospodarki Wodnej oraz Centralnego Urzędu Geologii, a w szczególności sprawy:
- ochrony i kształtowania środowiska,
- gospodarki wodnej i ochrony przeciwpowodziowej,
- ochrony zasobów przyrodniczych środowiska,
- meteorologii i hydrologii,
- geologii.

## Szczegółowy zakres działania
Na podstawie rozporządzenia Rady Ministrów z 1985 r. do zakresu działania Ministra Ochrony Środowiska i Zasobów Naturalnych należały sprawy:
- realizacji polityki państwa w zakresie ochrony środowiska, prognozowania i programowania przedsięwzięć w zakresie ochrony środowiska, ochrony przyrody, gospodarki wodnej i prac geologicznych stosownie do potrzeb społecznych i gospodarczych, badań, analizy i ocen stanu środowiska i ochrony przyrody, prognozowania zachodzących w nim zmian oraz ocen stanu rozpoznania i wykorzystania zasobów naturalnych,
- określania zasad racjonalnego gospodarowania zasobami przyrodniczymi środowiska, racjonalnej gospodarki wodnej i gospodarki zasobami kopalin oraz tworzenia i zagospodarowania stref ochronnych, kontroli przestrzegania przepisów prawa w zakresie ochrony środowiska, ochrony przyrody, gospodarki wodnej i prac geologicznych,
- normatywów i norm dopuszczalnych zanieczyszczeń oraz innych uciążliwości dla środowiska, w tym również hałasu, wibracji i elektromagnetycznego promieniowania niejonizującego, oraz inicjowania prac normalizacyjnych w zakresie ochrony środowiska, ochrony przyrody, gospodarki wodnej i prac geologicznych,
- uzgadniania wskazań lokalizacyjnych i opiniowania dokumentacji projektowych inwestycji szczególnie uciążliwych dla środowiska lub wywierających istotny wpływ na zasoby przyrodnicze środowiska, środowisko obszarów chronionych oraz na gospodarkę wodną i gospodarkę zasobami kopalin, a także wszelkich inwestycji na nie udokumentowanych obszarach złóż kopalin,
- inicjowanie i opiniowanie programów badawczych, rozwoju nowej technologii i techniki z punktu widzenia ochrony środowiska, ochrony przyrody, gospodarki wodnej i prac geologicznych oraz opiniowanie w tym zakresie zamierzeń i bilansowania potrzeb produkcji urządzeń i aparatury kontrolno-pomiarowej,
- prowadzenia katastru gospodarki wodnej, bilansowania zasobów wodnych oraz określania zasad reglamentacji poboru wód podziemnych i powierzchniowych,
- inwestycji na administrowanych rzekach i potokach górskich oraz nadzoru techniczno-budowlanego nad budownictwem w dziedzinie gospodarki wodnej,
- utrzymywania administrowanych wód śródlądowych, eksploatacji obiektów hydrotechnicznych na tych wodach, utrzymywania i rozwoju śródlądowych dróg wodnych oraz inicjowania tworzenia systemów wodno-gospodarczych i nadzoru nad ich funkcjonowaniem,
- ochrony przeciwpowodziowej,
- obsługi hydrologicznej i meteorologicznej kraju,
- koordynacji i inicjowania działań w zakresie ochrony zagrożonych gatunków roślin i zwierząt,
- wnioskowania w porozumieniu z Ministerstwem Rolnictwa, Leśnictwa i Gospodarki Żywnościowej o utworzenie i określanie obszarów parków narodowych oraz określania celu i kierunków prowadzenia w parkach narodowych gospodarki leśnej, uwzględniających ochronę przyrody,
- uznawania za rezerwaty przyrody oraz tworzenia innych obszarów chronionych stanowiących obszary szczególnej ochrony walorów przyrodniczych i krajobrazowych oraz określania zasad gospodarowania środowiskiem w poszczególnych formach ochrony przyrody,
- prac geologicznych w celu poznania budowy geologicznej kraju, geologicznych badań regionalnych w aspekcie określania zasobów perspektywicznych złóż węglowodorów, poszukiwania i rozpoznawania złóż kopalin stałych i wód podziemnych oraz realizacji tych prac, współdziałania w realizacji prac geologicznych niezbędnych do udostępniania złóż kopalin, a także ustalania przydatności gruntów na potrzeby budownictwa i zagospodarowania przestrzennego,
- określania zasad prowadzenia prac geologicznych oraz zapobiegania szkodom powodowanym pracami geologicznymi i ich usuwania, a także nadzoru nad prowadzeniem tych prac,
- oceny sposobów zagospodarowywania i wykorzystywania złóż kopalin oraz określania zasad kryteriów bilansowości zasobów geologicznych złóż kopalin i zasobów przemysłowych, a także ich opiniowania,
- ochrony obszarów występowania nie zagospodarowanych złóż kopalin oraz współdziałania w zakresie gospodarki zasobami złóż kopalin, których wydobywanie nie podlega prawu górniczemu,
- określania zasad wydawania zezwoleń na prowadzenie prac geologicznych przez jednostki gospodarki uspołecznionej i nie uspołecznionej,
- określania zasad postępowania z dokumentami geologicznymi, gromadzenia, udostępniania i rozpowszechniania wyników prac geologicznych.

## Zniesienie urzędu
Na podstawie  ustawy z   1989 r. o utworzeniu urzędu Ministerstwa Ochrony Środowiska, Zasobów Naturalnych i Leśnictwa zniesiono urząd Ministra Ochrony Środowiska i Zasobów Naturalnych.